# Emil Skákala
Ing. Emil Skákala (6. srpna 1922, Leopoldov – 27. července 1990, Bratislava) byl slovenský krasobruslař a krasobruslařský funkcionář.

## Životopis
Skákala prožil dětství v Leopoldově, než se v deseti letech přestěhoval do Bratislavy. Vystudoval učitelskou a obchodní akademii a při studiích se věnoval i krasobruslení jako jednotlivec, později ve sportovní dvojici a nakonec v tancích na ledě s partnerkou Hildou Múdrou. Účastnil se národních šampionátů a nichž získal v roce 1950 s Ľudmilou Dulkovou v kategorii sportovních dvojic třetí místo. Když v roce 1946 reprezentoval na akademickém mistrovství světa v Davosu, byl jedním z prvních slovenských krasobruslařů, kteří se vydali na podobné zahraniční závody po konci druhé světové války. Po skončení závodní činnosti se stal trenérem a rozhodčím tanců na ledě. Zapojil se i do organizačních aktivit a stal se předsedou krasobruslařského oddílu Slovanu Bratislava, dále předsedou Slovenského krasobruslařského svazu (1952–1969). V té době se Bratislava stala dvakrát pořadatelem mistrovství Evropy a slovenské krasobruslení dosáhlo největších úspěchů. Nakonec vykonával i funkci předsedy Krasobruslařského svazu ÚV ČSTV (1969–1981). Byl též členem komise tanců na ledě Mezinárodní bruslařské unie.
V roce 1950 absolvoval Vysokou školu ekonomickou v Bratislavě a stal se zaměstnancem podniku ZARES, který se zabýval péčí o bratislavskou veřejnou zeleň. Od roku 1952 byl jeho ředitelem až do odchodu do důchodu v roce 1982. V této roli inspiroval i vznik pravidelné mezinárodní výstavy květin Flóra Bratislava.
Byl iniciátorem mnoha krasobruslařských závodů, jako jsou např. Velká cena SNP, Velká cena Bratislavy, dále ledové revue To je moja melódia a Poďte s nami.

## Ocenění
- Zlatý odznak ISU
- Vyznamenání Za zásluhy o výstavbu
- Řád práce
- čestný občan města Leopoldov in memoriam